# John Jackson Miller
John Jackson Miller (12 de janeiro de 1968) é um escritor, jornalista e historiador, conhecido tanto por seu trabalho como roteirista de séries do Universo Expandido da franquia Star Wars quanto por suas pesquisas quanto ao histórico de circulação de revistas em quadrinhos, apresentadas tanto no livro Standard Catalog of Comic Books quanto no site de sua propriedade The Comics Chronicles.

## Biografia
Um colecionador de histórias em quadrinhos, Miller começou a trabalhar como editor da revista Comics Retailer em 1993 e, com o lançamento de Magic: The Gathering, a revista passou a tratar também de jogos, e mudou seu nome para Comics & Games Retailer em 2001. Em 1998, Miller se tornou o editor da revista Comics Buyer's Guide e, no seguinte, também da revista Scrye: The Guide to Collectible Card Games. Ele escreveu inúmeras matérias para a Comics Buyer's Guide e em 2002 foi um dos autores do livro Standard Catalog of Comic Books, a mais extensa obra sobre quadrinhos já produzida, com mais de 1500 páginas[carece de fontes?]. Nos anos seguintes, se tornou o diretor editorial de toda a linha de revistas sobre quadrinhos e jogos da Krause Publications.
Seu primeiro trabalho como roteirista de histórias em quadrinhos americanas se deu em 2003, com Crimson Dynamo, revista estrelada pelo personagem Dínamo Vermelho e publicada pela Marvel Comics através de sua linha editorial Epic Comics. A série pretendia abordar a política russa dentro do Universo Marvel, mas com a demissão de Bill Jemas da editora, os quadrinhos da linha Epic foram suspensos, e a duração da série, reduzida a seis edições. No mesmo ano, Miller assumiu as funções de roteirista da revista Iron Man, estrelada pelo personagem Homem de Ferro. Neste período, que compreendeu as edições 73 à 85 da publicação, Miller deu aos roteiros um tom fortemente politizado, e fez com que o personagem assumisse a função de Secretário de Defesa dos Estados Unidos. Resenha publicada pelo site brasileiro "Universo HQ" classificou tais histórias como "carregadas de diálogos longos e chatos e com uma crítica panfletária à visão belicista do atual governo norte-americano".
Em 2006, como parte da comemoração de vinte anos da editora, Miller foi anunciado pela Dark Horse Comics como o roteirista da revista Star Wars: Knights of the Old Republic, que ajudou a relançar a linha de quadrinhos baseados em Star Wars lançados pela editora[carece de fontes?]. A revista seria muito bem recebida por crítica e público, e seria encerrada em 2009 após 50 edições.
Miller escreve a coluna Longbox Manifesto publicada na revista Comics Buyer's Guide e desde 2007 administra o site "The Comics Chronicles", dedicado à pesquisas sobre a circulação de histórias em quadrinhos americanas.
Em 2008, Miller escreveu o roteiro da versão em quadrinhos do filme Indiana Jones and the Kingdom of the Crystal Skull e, no ano seguinte, foi anunciado como o roteirista de Mass Effect: Redemption, a primeira revista em quadrinhos inspirada na série de jogos eletrônicos Mass Effect.
Em 2010, a Dark Horse anunciou que Miller seria o escritor de Star Wars: Knight Errant, uma nova série baseada em Star Wars. Miller também escreve um romance de mesmo nome, lançado pela Del Rey em 2011

## Carreira
Os roteiros de Miller podem ser encontrados nas seguintes revistas:
- Crimson Dynamo #1-6 (Marvel Comics, 2003-2004)
- Iron Man #73-85 (Marvel Comics, 2003-2004)
- Star Wars: Empire #35 (Dark Horse Comics, 2005)
- Star Wars: Knights of the Old Republic #1-50 (Dark Horse Comics, 2006-2010)
- Indiana Jones and the Kingdom of the Crystal Skull #1-2 (Dark Horse Comics, 2008)
- Mass Effect:
  - Mass Effect: Redemption #1-4 (Dark Horse Comics, 2010[13])
  - Mass Effect: Evolution #1-4 (Dark Horse Comics, 2011[16])
- Star Wars: Knight Errant:
  - Star Wars: Knight Errant: Aflame #0-5 (Dark Horse Comics, 2010-2011)
  - Star Wars: Knight Errant: Deluge #1-5 (Dark Horse Comics, 2011)